# Bezanozano

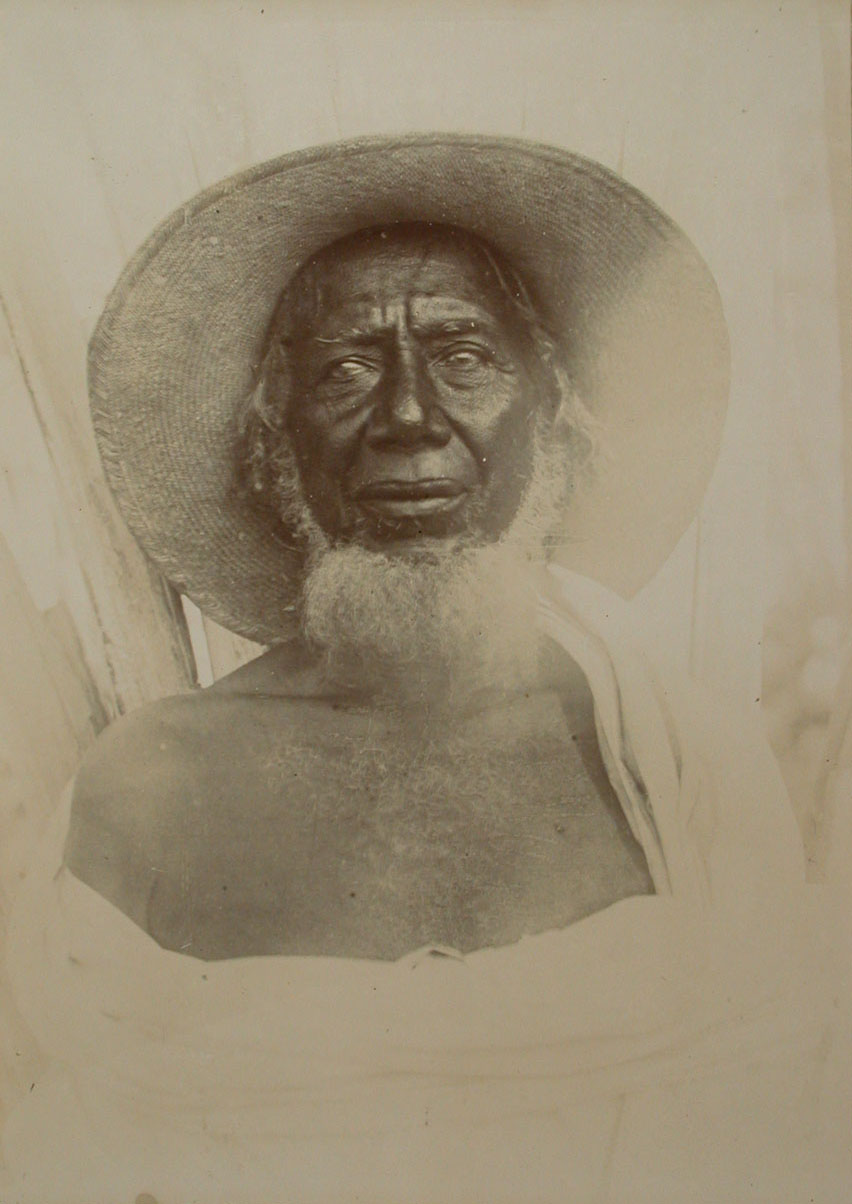

I Bezoanozano sono una etnia del  Madagascar che abita una area di foresta pluviale situata tra la parte orientale del territorio Merina e la regione costiera occupata dai Betsimisaraka del sud, lungo la parte superiore del fiume Mangoro. 

Il loro nome significa "quelli delle trecce" e fa riferimento alla caratteristica acconciatura di questa etnia, che ricorda quelle di stile africano. 
La località principale del territorio bezanozano è la città di Moramanga, anche se la maggior parte degli attuali abitanti sono provenienti da altre parti dell'isola.
La lingua bezanozano ha anch'essa caratteri intermedi tra quella dei Merina e i dialetti betsimisaraka, pur essendo sempre meno praticata, a favore della lingua merina. 
Le tradizioni orali dei bezanozano hanno conservato il ricordo d'un re chiamato Andriamalazabe, che avrebbe regnato nella seconda metà del XVII secolo e il cui figlio e successore è stato Ranantoana. Dalla fine del XVIII secolo, i bezanozano sono stati obbligati a riconoscere la sovranità del re merina Andrianampoinimerina. 
Attualmente l'etnia Bezanozano conta circa 150.000 persone.